# ギャビン・フィングルソン
ギャビン・フィングルソン（Gavin Fingleson、1976年8月5日- ）は南アフリカ共和国出身、オーストラリア連邦の元プロ野球選手(二塁手・三塁手)。右投両打。

## 経歴
1999年から2年間独立リーグでプレーし、2001年には台湾プロ野球の嘉南勇士でプレーし、.369をマークした。6月15日に退団するも、翌年再契約し、1年間プレーした。
その後1年間のブランクを経て、2004年に独立リーグに復帰した。
2006年3月には、この年から開催される事となったワールドベースボールクラシック(WBC)のオーストラリア代表に選出された。
その後は、オーストラリアのアマチュアリーグでプレーしていた。
2009年10月にスリランカのクリケットの守備コーチに任命された。
2017年に現役復帰しシドニー・ブルーソックスに所属。14試合に出場し打率.208、0本、7打点だった。

## 選手としての特徴
シュアなバッティングで代表では2番を打つことが多い。